# Park Sung-hee
Dans ce nom coréen, le nom de famille, Park, précède le nom personnel.
Park Sung-hee (née le 17 février 1975 à Busan) est une joueuse de tennis sud-coréenne, professionnelle dans les années 1990.
Elle n'a remporté aucun tournoi WTA pendant sa carrière mais est parvenue 4 fois en finale d'un tournoi de double.

## Palmarès

### Titre en double dames
Aucun

### Finales en double dames
| No | Date       | Nom et lieu du tournoi                     | Catégorie | Dotation  | Surface         | Vainqueures                      | Partenaire      | Score         |          |
| -- | ---------- | ------------------------------------------ | --------- | --------- | --------------- | -------------------------------- | --------------- | ------------- | -------- |
| 1  | 11/09/1995 | TVA Cup Ladies Open Nagoya                 | Tier IV   | 107 500 $ | Moquette (int.) | Kerry-Anne Guse Kristine Radford | Rika Hiraki     | 6-4, 6-4      | Parcours |
| 2  | 08/01/1996 | Schweppes Tasmanian Int’l Open Hobart      | Tier IV   | 107 500 $ | Dur (ext.)      | Yayuk Basuki Kyoko Nagatsuka     | Kerry-Anne Guse | 7-6, 6-3      | Parcours |
| 3  | 16/09/1996 | Nichirei International Open Tokyo          | Tier II   | 450 000 $ | Dur (ext.)      | Amanda Coetzer Mary Pierce       | Wang Shi-Ting   | 6-3, 7-6      | Parcours |
| 4  | 05/01/1998 | Thalgo Hardcourts Championships Gold Coast | Tier III  | 164 250 $ | Dur (ext.)      | Elena Likhovtseva Ai Sugiyama    | Wang Shi-Ting   | 1-6, 6-3, 6-4 | Parcours |

## Parcours en Grand Chelem

### En simple dames
| Année | Open d'Australie | Open d'Australie | Internationaux de France | Internationaux de France | Wimbledon       | Wimbledon      | US Open         | US Open         |
| 1995  | 2e tour (1/32)   | Marianne Werdel  | 1er tour (1/64)          | Arantxa Sánchez          | 2e tour (1/32)  | M.J. Fernández | 1er tour (1/64) | Marianne Werdel |
| 1996  | 2e tour (1/32)   | Barbara Schett   | 2e tour (1/32)           | Lindsay Davenport        | 2e tour (1/32)  | Amy Frazier    | 1er tour (1/64) | Linda Wild      |
| 1997  | 1er tour (1/64)  | Brenda Schultz   | 1er tour (1/64)          | Sandrine Testud          | -               | -              | -               | -               |
| 1998  | 1er tour (1/64)  | Sonya Jeyaseelan | -                        | -                        | 1er tour (1/64) | Julie Halard   | 2e tour (1/32)  | Nathalie Dechy  |
| 1999  | 1er tour (1/64)  | Karina Habšudová | -                        | -                        | -               | -              | -               | -               |

À droite du résultat, l’ultime adversaire.

### En double dames
| Année | Open d'Australie            | Open d'Australie           | Internationaux de France      | Internationaux de France | Wimbledon                    | Wimbledon                   | US Open                      | US Open                    |
| 1995  | -                           | -                          | 2e tour (1/16) Hiromi Nagano  | Jana Novotná A. Sánchez  | 1er tour (1/32) Rika Hiraki  | Katrina Adams Zina Garrison | -                            | -                          |
| 1996  | 1er tour (1/32) Rika Hiraki | Els Callens Julie Halard   | 3e tour (1/8) Wang Shi-Ting   | Jana Novotná A. Sánchez  | 1er tour (1/32) M. Koutstaal | S. Appelmans M. Oremans     | 2e tour (1/16) Wang Shi-Ting | C. Martínez P. Tarabini    |
| 1997  | 3e tour (1/8) Wang Shi-Ting | L. Davenport Lisa Raymond  | 1er tour (1/32) Wang Shi-Ting | A. Fusai N. Tauziat      | 2e tour (1/16) Wang Shi-Ting | Nicole Arendt M. Bollegraf  | 2e tour (1/16) T. Tanasugarn | Nicole Arendt M. Bollegraf |
| 1998  | 3e tour (1/8) Wang Shi-Ting | Lisa Raymond Rennae Stubbs | 1er tour (1/32) T. Tanasugarn | Lori McNeil Kimberly Po  | 1er tour (1/32) Cho Yoon     | Maureen Drake L. Osterloh   | -                            | -                          |
| 1999  | 1er tour (1/32) Cho Yoon    | L. Courtois De Villiers    | -                             | -                        | -                            | -                           | -                            | -                          |

Sous le résultat, la partenaire ; à droite, l’ultime équipe adverse.

### En double mixte
| Année | Open d'Australie | Open d'Australie | Internationaux de France | Internationaux de France | Wimbledon                | Wimbledon                 | US Open | US Open |
| 1998  | -                | -                | -                        | -                        | 1er tour (1/32) David Di | Mirjana Lučić M. Bhupathi | -       | -       |

Sous le résultat, le partenaire ; à droite, l’ultime équipe adverse.

## Parcours aux Jeux olympiques

### En simple dames
| # | Date       | Nom de l'olympiade           | Surface    | Résultat        | Ultime adversaire | Score         |          |
| - | ---------- | ---------------------------- | ---------- | --------------- | ----------------- | ------------- | -------- |
| 1 | 23/07/1996 | Olympic Tennis Event Atlanta | Dur (ext.) | 1er tour (1/32) | Naoko Sawamatsu   | 6-3, 4-6, 6-3 | Parcours |

### En double dames
| # | Date       | Nom de l'olympiade           | Surface    | Résultat        | Partenaire     | Ultimes adversaires               | Score          |          |
| - | ---------- | ---------------------------- | ---------- | --------------- | -------------- | --------------------------------- | -------------- | -------- |
| 1 | 23/07/1996 | Olympic Tennis Event Atlanta | Dur (ext.) | 1er tour (1/16) | Kim Eun-ha     | Amanda Coetzer Mariaan de Swardt  | 6-1, 6-3       | Parcours |
| 2 | 19/09/2000 | Olympic Tennis Event Sydney  | Dur (ext.) | 1er tour (1/16) | Cho Yoon-jeong | Karina Habšudová Janette Husárová | 7-5, 6-72, 6-4 | Parcours |

## Parcours en Coupe de la Fédération
| #                                                                               | Date       | Lieu       | Surface      | Gagnante(s)                      | Perdante(s)                          | Score               |          |
|                                                                                 |            |            |              |                                  |                                      |                     |          |
| 1991 - 1er tour qualifications (groupe mondial) - Corée du Sud - Israël - 1 : 2 |            |            |              |                                  |                                      |                     |          |
| 1                                                                               | 19/07/1991 | Nottingham |              | Park Sung-hee                    | Ilana Berger                         | 6-2, 7-5            | Parcours |
|                                                                                 |            |            |              |                                  |                                      |                     |          |
| 1992 - 1er tour (groupe mondial) - Corée du Sud - Italie - 2 : 1                |            |            |              |                                  |                                      |                     |          |
| 2                                                                               | 14/07/1992 | Francfort  | Terre (ext.) | Sandra Cecchini                  | Park Sung-hee                        | 6-4, 6-0            | Parcours |
|                                                                                 |            |            |              |                                  |                                      |                     |          |
| 1992 - 2e tour (groupe mondial) - Corée du Sud - Tchécoslovaquie - 0 : 3        |            |            |              |                                  |                                      |                     |          |
| 3                                                                               | 15/07/1992 | Francfort  | Terre (ext.) | Jana Novotná                     | Park Sung-hee                        | 4-6, 6-2, 6-3       | Parcours |
|                                                                                 |            |            |              |                                  |                                      |                     |          |
| 1993 - 1er tour (groupe mondial) - Corée du Sud - Bulgarie - 1 : 2              |            |            |              |                                  |                                      |                     |          |
| 4                                                                               | 19/07/1993 | Francfort  | Terre (ext.) | Magdalena Maleeva                | Park Sung-hee                        | 6-0, 6-4            | Parcours |
| 4                                                                               | 19/07/1993 | Francfort  | Terre (ext.) | Kim Il-soon Park Sung-hee        | Lioubomira Batcheva Katerina Maleeva | 3-6, 7-62, 4-1, ab. | Parcours |
|                                                                                 |            |            |              |                                  |                                      |                     |          |
| 1993 - Barrage (groupe mondial I) - Nouvelle-Zélande - Corée du Sud - 0 : 3     |            |            |              |                                  |                                      |                     |          |
| 5                                                                               | 20/07/1993 | Francfort  | Terre (ext.) | Park Sung-hee                    | Julie Richardson                     | 6-1, 6-0            | Parcours |
| 5                                                                               | 20/07/1993 | Francfort  | Terre (ext.) | Choi Ju-yeon Park Sung-hee       | Julie Richardson Claudine Toleafoa   | 6-2, 6-1            | Parcours |
|                                                                                 |            |            |              |                                  |                                      |                     |          |
| 1994 - 1er tour (groupe mondial) - Corée du Sud - France - 0 : 3                |            |            |              |                                  |                                      |                     |          |
| 6                                                                               | 18/07/1994 | Francfort  | Terre (ext.) | Mary Pierce                      | Park Sung-hee                        | 6-3, 6-1            | Parcours |
| 6                                                                               | 18/07/1994 | Francfort  | Terre (ext.) | Alexandra Fusai Nathalie Tauziat | Choi Ju-yeon Park Sung-hee           | 6-4, 6-4            | Parcours |
|                                                                                 |            |            |              |                                  |                                      |                     |          |
| 1995 - Barrage (groupe mondial II) - Belgique - Corée du Sud - 3 : 2            |            |            |              |                                  |                                      |                     |          |
| 7                                                                               | 22/07/1995 | Ostende    | Terre (ext.) | Park Sung-hee                    | Laurence Courtois                    | 6-4, 3-6, 6-2       | Parcours |
| 7                                                                               | 22/07/1995 | Ostende    | Terre (ext.) | Sabine Appelmans                 | Park Sung-hee                        | 6-3, 6-3            | Parcours |
|                                                                                 |            |            |              |                                  |                                      |                     |          |
| 1996 - Barrage (groupe mondial II) - Bulgarie - Corée du Sud - 1 : 4            |            |            |              |                                  |                                      |                     |          |
| 8                                                                               | 13/07/1996 | Plovdiv    | Terre (ext.) | Park Sung-hee                    | Antoaneta Pandjerova                 | 6-4, 6-0            | Parcours |
| 8                                                                               | 13/07/1996 | Plovdiv    | Terre (ext.) | Park Sung-hee                    | Pavlina Nola                         | 6-3, 7-5            | Parcours |
|                                                                                 |            |            |              |                                  |                                      |                     |          |
| 1997 - 1/4 de finale (groupe mondial II) - Corée du Sud - Argentine - 1 : 4     |            |            |              |                                  |                                      |                     |          |
| 9                                                                               | 01/03/1997 | Séoul      | Dur (ext.)   | Park Sung-hee                    | Mariana Díaz-Oliva                   | 6-3, 6-1            | Parcours |
| 9                                                                               | 01/03/1997 | Séoul      | Dur (ext.)   | Florencia Labat                  | Park Sung-hee                        | 6-4, 6-1            | Parcours |
| 9                                                                               | 01/03/1997 | Séoul      | Dur (ext.)   | Laura Montalvo Mercedes Paz      | Kim Eun-ha Park Sung-hee             | 6-73, 6-4, 7-62     | Parcours |
|                                                                                 |            |            |              |                                  |                                      |                     |          |
| 1997 - Barrage (groupe mondial II) - Corée du Sud - Russie - 1 : 4              |            |            |              |                                  |                                      |                     |          |
| 10                                                                              | 12/07/1997 | Séoul      | Terre (ext.) | Elena Makarova                   | Park Sung-hee                        | 6-4, 4-6, 6-1       | Parcours |
| 10                                                                              | 12/07/1997 | Séoul      | Terre (ext.) | Tatiana Panova                   | Park Sung-hee                        | 4-6, 6-1, 6-1       | Parcours |

## Classements WTA en fin de saison

### En simple
| Année | 1989 | 1991 | 1992 | 1993 | 1994 | 1995 | 1996 | 1997 | 1998 | 1999 | 2000 |
| Rang  | 731  | 299  | 167  | 236  | 101  | 70   | 101  | 110  | 150  | 235  | 478  |

Source : (en) « Classements de Park Sung-hee », sur le site officiel du WTA Tour

### En double
| Année | 1991 | 1992 | 1993 | 1994 | 1995 | 1996 | 1997 | 1998 | 1999 | 2000 |
| Rang  | 296  | 399  | 224  | 152  | 79   | 51   | 56   | 76   | 168  | 466  |

Source : (en) « Classements de Park Sung-hee », sur le site officiel du WTA Tour